# Хаппель, Эрнст
Эрнст Франц Ге́рман Ха́ппель (нем. Ernst Franz Hermann Happel; 29 ноября 1925, Вена — 14 ноября 1992, Инсбрук) — австрийский футболист и футбольный тренер. В качестве футболиста выступал на позиции защитника в венском «Рапиде», в составе которого шесть раз становился чемпионом Австрии. В составе сборной Австрии по футболу провёл 51 матч и забил 5 голов, участник чемпионатов мира 1954 и 1958 годов.
С 1962 года приступил к тренерской работе и за 30 лет карьеры, вплоть до смерти в 1992 году, дважды приводил свои клубы к победе в Кубке европейских чемпионов и ещё трижды доходил до финала европейских клубных турниров. В общей сложности завоевал восемь чемпионских титулов первенств Нидерландов, Бельгии, Западной Германии и Австрии. Вице-чемпион мира 1978 года вместе со сборной Нидерландов.

## Карьера игрока

### Клубная карьера
Большую часть своей игровой карьеры Хаппель провёл в венском «Рапиде» (1942—1955 и 1956—1959), с перерывом на два сезона во французском «Расинге» (Париж). Вместе с «Рапидом» он шесть раз получал титул чемпиона Австрии, выигрывал кубок Австрии а также проводившийся в 1951 году Кубок Центропы. Хаппель играл в обороне на позиции центрального защитника и стоппера. Отличался высокотехничной и изысканной игрой.

### Карьера в сборной
Карьеру в национальной сборной Австрии начал 14 сентября 1945 года матчем против сборной Венгрии в Вене (4:3). Выступал в составе австрийской команды на двух чемпионатах мира: в 1954 (бронзовый призёр) и 1958 годах.
Был участником знаменитого четвертьфинального матча чемпионата мира 1954 года между Швейцарией и Австрией, т. н. «Знойной битвы под Лозанной» (нем. Hitzeschlacht von Lausanne). Эта игра проходила в условиях более чем 35-градусной жары и завершилась победой сборной Австрии со счётом 7:5 — рекорд чемпионатов мира по количеству голов в одной игре, не побитый до сих пор. Австрия тогда вышла в полуфинал, где уступила будущим чемпионам — сборной ФРГ, но затем смогла выиграть матч за 3-е место у команды Уругвая — 3:1. Эта «бронза» по сей день является высшим достижением австрийского футбола на чемпионатах мира.
Последнюю игру за национальную сборную Хаппель провёл сразу после окончания чемпионата мира 1958 года — 14 сентября 1958 года со сборной Югославии (австрийцы уступили со счётом 3:4).

## Тренерская карьера
По словам Хаппеля, когда он начинал тренерскую деятельность, то ему дали напутствие ничего не бояться, поскольку при отсутствии страха у команды появляется шанс обыграть любого противника. В дальнейшем Хаппель говорил, что в его словарном запасе слова «страх» нет.
Свою тренерскую деятельность Эрнст Хаппель начал в должности технического директора венского «Рапида». После этого с 1962 года, когда он принял голландский клуб АДО Гаага, и вплоть до 1987 года не тренировал ни одной австрийской команды. За это время успел выиграть чемпионаты и кубки трёх стран (Нидерландов, Бельгии и Германии). Возглавляемые им голландский «Фейеноорд», бельгийский «Брюгге» и западногерманский «Гамбург» играли в финалах Кубка европейских чемпионов, причём «Фейеноорд» и «Гамбург» становились победителями.
На международной арене в 1978 году, возглавляя сборную Нидерландов, Хаппель дошёл с ней до финала мирового первенства.
В 1987 году он принял созданную лишь годом ранее команду «Сваровски-Тироль» и через год выиграл чемпионат Австрии.
Хаппель говорил, что его пытался пригласить настойчиво в национальную сборную Макс Меркель, и в шутку заявил, что пойдёт на этот пост в том случае, если Меркель станет ответственным за экипировку команды. Только в 1992 году он возглавил национальную сборную Австрии.
Эрнст Хаппель скончался в Инсбруке 14 ноября 1992 года от рака, всё ещё находясь юридически на посту тренера сборной Австрии. После его смерти самый большой стадион Австрии венский «Пратер» был переименован в «Эрнст-Хаппель-штадион».

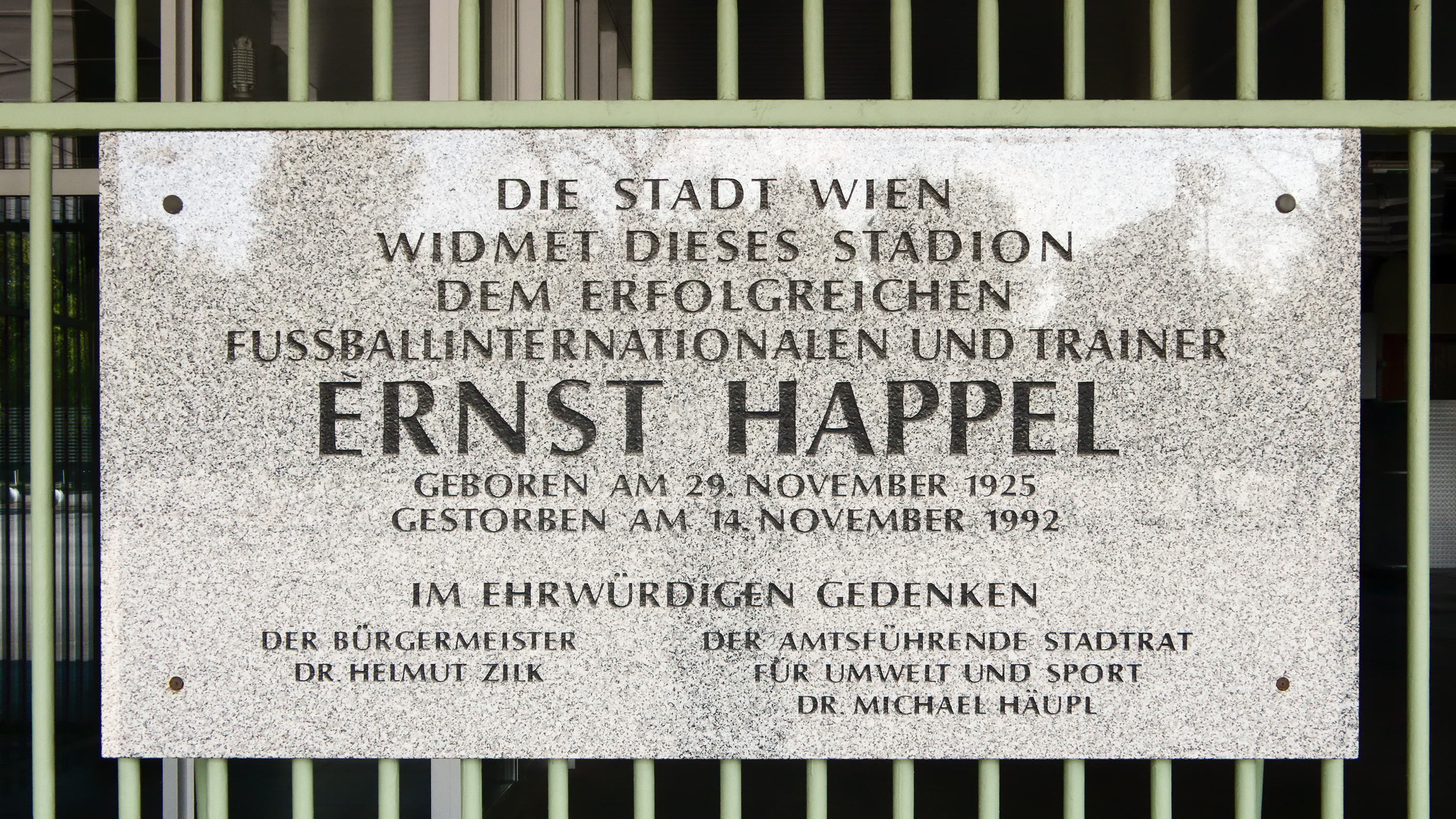
Памятная табличка на стадионе «Эрнст Хаппель».

## Тренерский стиль
Хаппель стал известен благодаря множеству острых и ёмких цитат об игроках и о тренерах. В частности, он считал, что тренерами именно становятся, а не рождаются.
По его мнению, у идеального полузащитника должны быть «глаза на затылке». Хаппель приветствовал открытый футбол с обилием голов, считая, что победа со счётом 5:4 лучше, чем со счётом 1:0, и говорил, что ради успеха команде нередко необходимо рисковать.
О тренерах, исповедовавших принцип персональной опеки, Хаппель отзывался иронично, говоря, что у таких тренеров всегда «на поле находятся 11 ослов».
Об отношении между тренером и игроками Хаппель также говорил остро: он считал ненужным «возводить стену» между игроками и болельщиками, но призывал носить «пару кирпичей», чтобы игроки не отвлекались на внефутбольные обстоятельства. Также он говорил, что не является другом для игроков и предпочитает держаться от них подальше.
Франц Беккенбауэр так отзывался о Хаппеле:

Всё, сказанное Хаппелем, для меня как Евангелие…

«Скажите, герр Беккенбауэр, а кто из тренеров прошлого мог бы руководить современными командами и добиваться с ними успехов?».

Этот вопрос Кайзеру задали на очередном ток-шоу в 2005 году. Беккенбауэр, не задумываясь, ответил: «Хаппель, конечно… Ещё кто? Сейчас, секундочку, надо подумать…».

«А почему именно Хаппель?». И тогда Франц, снисходительно улыбнувшись, добавил: «Потому что он лучший тренер в мире».— 

## Достижения

### В качестве игрока
- Чемпион Австрии (6): 1946, 1948, 1951, 1952, 1954, 1957
- Обладатель Кубка Австрии: 1946
- Обладатель Кубка Центропы: 1951
- Бронзовый призёр чемпионата мира 1954 года

### В качестве тренера
Национальные турниры
- Чемпион Нидерландов : 1971 («Фейеноорд»)
- Обладатель Кубка Нидерландов: 1968 (АДО)
- Чемпион Бельгии (3): 1975/76, 1976/77, 1977/78 («Брюгге»)
- Обладатель Кубка Бельгии (2): 1977 («Брюгге»), 1981 («Стандард»)
- Чемпион ФРГ (2): 1982, 1983 («Гамбург»)
- Обладатель Кубка ФРГ: 1987 («Гамбург»)
- Чемпион Австрии (2): 1989, 1990 («Сваровски-Тироль»)
- Обладатель Кубка Австрии: 1989 («Сваровски-Тироль»)

Международные клубные турниры
- Обладатель Кубка европейских чемпионов (2): 1970 («Фейеноорд»), 1983 («Гамбург»)
- Обладатель Межконтинентального кубка : 1970 («Фейеноорд»)
- Финалист Кубка УЕФА (2): 1976 («Брюгге»), 1982 («Гамбург»)
- Финалист Кубка европейских чемпионов: 1978 («Брюгге»)

В сборных
- Финалист чемпионата мира 1978 года (сборная Нидерландов)

Личные
- Лучший тренер в истории футбола:
  - 9 место (по версии World Soccer): 2013[4][5],
  - 9 место (по версии France Football): 2019[6][7]
  - 14 место (по версии ESPN): 2013[8]